# Campeonato Maranhense 1947
In 1947 werd het 28ste Campeonato Maranhense gespeeld voor voetbalclubs uit Braziliaanse staat Maranhão. De competitie werd georganiseerd door de FMF en werd gespeeld van 14 september 1947 tot 4 januari 1948. Moto Club werd kampioen. 

## Eindstand
| Plaats | Club           | Wed. | W | G | V | Saldo | Ptn. |
| ------ | -------------- | ---- | - | - | - | ----- | ---- |
| 1.     | Moto Club      | 12   | 7 | 3 | 2 | 27:14 | 17   |
| 2.     | Sampaio Corrêa | 12   | 7 | 1 | 4 | 23:16 | 15   |
| 3.     | Maranhão       | 12   | 5 | 3 | 4 | 23:28 | 13   |
| 4.     | Tupan          | 12   | 4 | 2 | 6 | 25:22 | 10   |
| 5.     | Santa Izabel   | 12   | 0 | 5 | 7 | 13:31 | 5    |

|  | Kampioen |

## Kampioen
| Campeonato Maranhense de 1926 |
| Maranhão                      |
| ----------------------------- |
| MOTO CLUB Kampioen (4° titel) |

## Topschutter
| Speler            | Speler   | Goals | Club           |
| ----------------- | -------- | ----- | -------------- |
| Vlag van Brazilië | Batistão | 11    | Sampaio Corrêa |